# Piazza Garibaldi (Pisa)
Piazza Garibaldi è una piazza di Pisa situata in pieno centro cittadino, ai piedi del Ponte di Mezzo.

## Storia e descrizione
Anticamente l'area si chiamava piazza di Ponte di Mezzo e ospitava la loggia dei Galletti, dalla quale si apriva la via dei Setaioli, l'attuale lungarno Mediceo.
La piazza è circondata da edifici illustri, come l'antica locanda delle Tre Donzelle (il palazzo all'angolo con il lungarno Pacinotti) e soprattutto il settecentesco Casino dei Nobili. La piazza è inoltre punto d'ingresso dei più suggestivi luoghi della città: da vicolo delle Donzelle si giunge in piazza delle Vettovaglie e quindi nel cuore della città altomedievale; da Borgo Stretto, annunciata dalla Madonna dei Vetturini, la copia lignea di trecentesca opera marmorea di Nino Pisano che si trova al museo nazionale di San Matteo, si accede ai quartieri Sant'Anna e San Francesco; da piazza del Pozzetto si entra nel quartiere dei teatri, attraverso la medievale via dei Rigattieri.
Al centro della piazza è situata la statua bronzea che rappresenta Giuseppe Garibaldi, opera di Ettore Ferrari del 1892. Sulla base del monumento sono rappresentati i momenti salienti della sua vita, in particolare l'arrivo a Pisa dopo il ferimento in Aspromonte.
Piazza Garibaldi e piazza XX Settembre, dall'altro lato del fiume, rappresentano rispettivamente il campo base di Tramontana e quello di Mezzogiorno durante il Gioco del Ponte, luoghi dai quali vengono prese le decisioni più importanti durante la disfida.